# Sh2-126
Sh2-126 ist eine HII-Region im Sternbild Eidechse. Er befindet sich im südlichen Teil des Sternbilds, etwa 1° westlich des Sterns 10 Lacertae, eines blauen Hauptreihensterns der Spektralklasse O9V. Er hat das Aussehen eines schwachen, in Nordost-Südwest-Richtung ausgerichteten Fadens, der aufgrund seiner Schwäche für einfache Beobachtungen mit Amateurinstrumenten unsichtbar ist. Die beste Zeit für seine Beobachtung am Abendhimmel liegt zwischen August und Januar, insbesondere in Regionen der nördlichen Hemisphäre.
Sh2-126 ist das hellste Nebelfilament des Komplexes verstreuter Wolken, die mit Lacerta OB1 assoziiert sind, einer OB-Assoziation, die sich in einer Entfernung von etwa 370 Parsec (~ 1200 Lichtjahre) auf einer ziemlich hohen galaktischen Breite befindet. Die Hauptquelle der Ionisierung ihrer Gase ist die intensive ultraviolette Strahlung des Sterns 10 Lacertae, des dominierenden Sterns der Assoziation, zu der sie gehört. In der Nähe dieser Wolke befindet sich das als LBN 437 katalogisierte lange Filament, das mit einer Gruppe von Hauptvorläufersternen und Ae/Be-Sternen von Herbig assoziiert ist.